# 縮尺
縮尺（しゅくしゃく）とは、一般にある物の形を模した物や図面（模型、設計図、地図など）の1辺の長さと、実物の1辺の長さとの比をいう。縮尺が1/10とは、実物の1 mが10 cmに、実物の10 mが1 mになっていることを示す。模型に関しては「スケールモデル」を参照。地図の場合の縮尺は、地図上の距離と実際の距離の比である。

## 縮尺の大小
通常、縮尺は比の値として単位分数（分子を1とする分数）で表されるが、この時の分母に相当する数値を縮尺分母と呼ぶ。縮尺分母が大きい場合、「縮尺が小さい（比の値が小さいので）」と言い、縮尺分母が小さい場合「縮尺が大きい」と言う。例えば1/10の図と1/100の図を比べると、「1/100の図は小縮尺」であり、1/100の図と1/1000の図を比べると「1/100の図は大縮尺」である。
要するに、縮尺の大小＝分数の大小であると言え、縮小の度合いとは逆である。大縮尺地図のほうが小縮尺より細かいところまで判る。

## 縮尺以外の尺度用語
- 倍尺（ばいしゃく） - 図面や模型が実物より大きい場合、1辺の長さの、実物の1辺の長さとの比をいう。小さな部品の設計図、小さな生物の模型などにある。「5/1」と記されていると、実物の5倍である。

- 現尺（げんしゃく） - 図面や模型が、実物と同じ大きさの場合をいう。「1/1」と記し、実物大ともいう。

- Not to scale（略号：NTS） - 図面が均一の縮尺でない場合、あるいは縮尺という概念なしで作成されている場合に、その図面の尺度の欄に記す語。配線図、配管図、路線図などはこれに当たる。

## 地図の縮尺
地図の場合、縮尺の分数表記をコロンで記すことがある。縮尺1/2500の場合、「1:2500」のように記す。

### 地図上の距離と実際の距離の換算
地図上の距離から実際の距離への換算は、以下の計算式による。
地図上の距離×縮尺分母＝実際の距離
例えば、「1/25,000の縮尺（地図）」の場合、地図上の1 cmの実際の距離は25,000 cm (＝250 m) である。

### 地図の大・中・小縮尺
日本の国土地理院の地図の場合、慣例として、1/500〜1/2500を大縮尺、1/1万 (10-4)〜1/5万を中縮尺、1/10万 (10-5) より小さい場合を小縮尺という。詳細は地形図を参照。

### 十進法以外の縮尺
「三の倍数」進法を用いると、例えば十二進法なら1/20,736（十二進表記で1/10,000）、六進法なら1/46,656（六進表記で1/1,000,000）が大きな基準値となる。また、「五の倍数」進法でも二十進法なら1/160,000（二十進表記で1/10,000）が大きな基準値となる。
尺貫法やヤード・ポンド法が主流だった時代に、地図の縮尺としては「1町が地図上で1分」「1マイルが地図上で1インチ」の方が理解しやすく、そのような縮尺で地図が作成された。縮尺の呼称もそのまま「一町一分」「1 inch to 1 mile」等であったが、十進表記だとこれらは1/36,000と1/63,360である。
ところが、メートル法の導入によって十進法以外の縮尺体系が不便となり、多くは1/50,000など十進法としてキリの良い縮尺に置き換わったが、一部に昔の縮尺体系が残っている場合もある。また、十進法でキリの良い縮尺に置き換えた後に、たとえば1/25,000の地図において「2 1/2 inch to 1 mile」と近似縮尺を表示する場合がある (2.5 inch to 1 mile は 1/25,344)。

### 垂直縮尺を大きくする場合
高さ方向を実物に似せた、山脈の断面図とか立体地図模型（ジオラマ）などを作成する場合、水平方向の縮尺に対して垂直方向の縮尺を大きくすることがある。例えば静岡県の立体地図模型を水平縮尺1/10万で作ると、幅は約1.5 mになるが、垂直縮尺も1/10万とすると富士山でさえ3.7 cmの高さにしかならない。そこで、垂直縮尺を1/1万として、富士山の模型上の高さを37.7 - 37.8 cmすることなどが行われる。

### 縮尺の変化
球面や楕円体面を平面に投影する地図の場合、１枚の地図上であっても、地球表面での長さと地図上の長さの比は一定ではなく、場所や向きによって変化する。たとえば正距方位図法の場合、中心からの動径方向の縮尺は一定だが、それと直交する方向の縮尺は中心から離れるにつれて大きくなる。つまり一定した「縮尺」は存在しないのだが、地図の縮尺の目安を表示しないわけにはいかないので、いわゆる「呼び寸法」として縮尺が表示される。
正積図法の場合は面積比の平方根をもって縮尺とする。正角図法の場合、同じ点であれば向きによらず縮尺が一定であり、「呼び寸法」の縮尺に対する比をその点における縮尺係数と呼ぶことがある。正距方位図法における動径方向の距離など、地図の目的が明確な場合はその目的に沿う縮尺を表示する。しかし、縮尺そのものに大きな意味がないケースも多い。